# Vida de Santo Domingo de Silos
La Vida de Santo Domingo de Silos, o, más exactamente, la Vida del glorioso confesor Sancto Domingo de Silos, es un poema medieval español obra del sacerdote Gonzalo de Berceo, primer autor español del cual tenemos conocimiento de su nombre, escrita en cuaderna vía, estrofa fundamental en las obras de la escuela poética denominada mester de clerecía.

## Contenido
Cuenta la vida del santo católico Domingo (c. 1000-1073), tempranamente vinculado al benedictino monasterio de San Millán de la Cogolla, del que fue monje y prior hasta que, al negarse a rendir tributos al rey García de Nájera, fue destituido y desterrado a la corte del rey Fernando de Castilla, donde se encargó de restaurar el monasterio de Silos, del que fue nombrado abad en el año 1041.
Consta de 777 estrofas y 3108 versos alejandrinos. Su fuente latina es la Vita Dominici Silensis o Vita Beati Dominici Confessoris Christi et Abbatis escrita por el monje silense Grimaldus a petición del abad que sucedió a Santo Domingo, Fortunio (1073-1116), en el siglo XI. Berceo suprime, sin embargo, muchos de los milagros póstumos de Santo Domingo que recoge Grimaldus. Por su perspectiva y su concepción del personaje, el poema de Berceo es en esencia un cantar de gesta a lo divino. Se cree que Berceo lo compuso entre 1230 y 1237. Esta obra fue impresa por vez primera en la edición que de las obras de Gonzalo de Berceo hizo el filólogo de la Ilustración Tomás Antonio Sánchez (1780).

## Manuscritos
- Ms.110 (olim 93) de la Biblioteca del Archivo de Silos (I)
- Ms. Ant. H-18=12-4-1 (olim 4-18) de la Real Academia de la Historia de Madrid (H)
- Ms. 4 de la Real Academia Española de Madrid, ff. 146r-194v (falta f. CLXXX) (F)
- Ms. 12. Biblioteca del Archivo de Silos (S)[2]

## Ediciones modernas
- Fray Alonso Andrés, O. S. B. (ed.), Gonzalo de Berceo. Vida de Santo Domingo de Silos, edición crítico-paleográfica del Códice del siglo XIII…, Madrid, Padres Benedictinos, 1958.
- Amancio Bolaño e Isla (ed.), Gonzalo de Berceo. Milagros de Nuestra Señora. Vida de Santo Domingo de Silos. Vida de San Millán de la Cogolla. Vida de Santa Oria. Martirio de San Lorenzo, México, Porrúa, 1965.
- Segundo Arce (ed.), Gonzalo de Berceo. Santo Domingo de Silos. Vida de un santo riojano, Logroño, Caja Provincial de Ahorros, 1973.
- Brian Dutton (ed.), Gonzalo de Berceo. La Vida de Santo Domingo de Silos (OC. IV), London, Tamesis Books Ltd., 1978a.
- José Antonio Fernández Flórez (ed.), Gonzalo de Berceo. Vida de Santo Domingo de Silos. Manuscrito conservado en el Archivo del Monasterio de Santo Domingo de Silos, Burgos, Universidad de Burgos, 2 Vols., 2000.
- John Driscoll Fitz-Gerald (ed.), Gonzalo de Berceo. La Vida de Santo Domingo de Silos, Paris, Bibliothèque de l´École des Hautes Études, 1904, (2.ª ed. 1958).
- Gonzalo de Berceo, Vida de Santo Domingo de Silos y Vida de Sancta Oria Virgen, Buenos Aires, Espasa-Calpe, 1943.
- Bernardo Gutiérrez (ed.), Gonzalo de Berceo, Vida de Santo Domingo de Silos, 2000.
- Florencio Janer, Vida de Santo Domingo de Silos, Barcelona, Orbis, 1983b.